# M26 MASS
M26 MASS（M26 Modular Accessory Shotgun System）は、M16/M4系列の小銃やカービンに装着することを前提に開発されたアンダーバレルショットガンである。
ピカティニー・レールによる拡張性を有しており、ピストルグリップとストックを装着することで単独での使用が可能な設計になっている。設計はC-MORE社、製造はベルツ・コーポレーション社が担当している。

## 概要

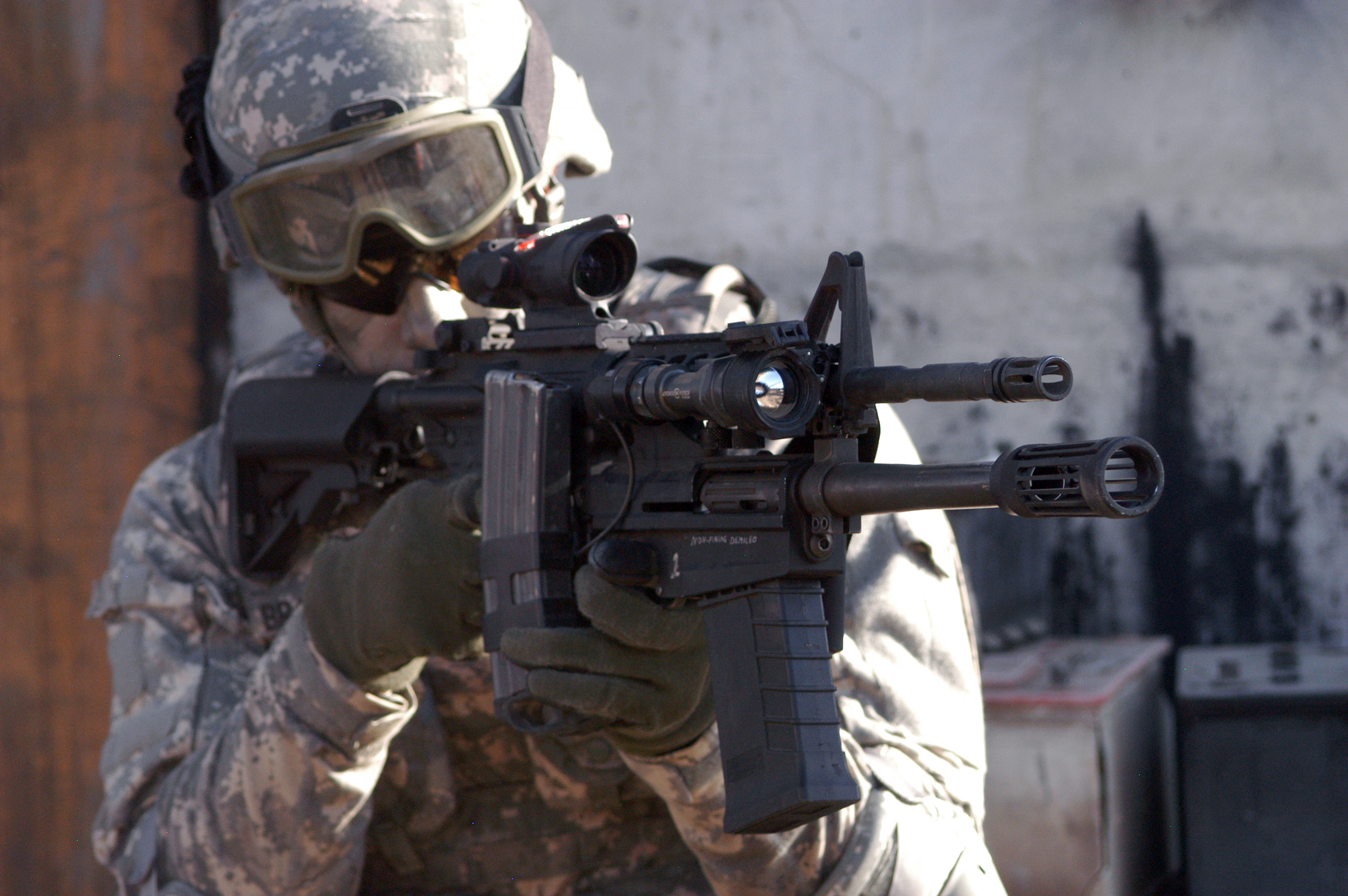
M26 MASSを装着したM4を構えるアメリカ陸軍の兵士

M26 MASSの元々の名称は「Lightweight Shotgun System」というもので、特殊部隊向けに開発が行われていた装備であり、殺傷を目的とした弾だけではなく、ドア破壊用の特殊なスラッグ弾や催涙弾・ゴム弾といった非致死性兵器も使用できるため、さまざまな任務で使用することができる。
M26 MASSと同じ設計思想で、1980年代にナイツアーマメント社がレミントンM870から開発した「マスターキー」というアンダーバレルショットガンがあるが、M26 MASSはボックスマガジンを採用したことなどによりマスターキーよりも優れた性能を持っている。
ピン1本で本体から分離することが可能で、M4カービンタイプの伸縮式ストックとピストルグリップを取り付けることでM320 グレネードランチャー同様に、スタンドアローンで使用できるようになっている。
作動方法はショットガン伝統のポンプアクション式ではなく、左右組み換え可能なチャージングハンドルを折り畳むことで閉鎖させるボルトアクション式を採用している。
銃口先端に取り付けられたマズルガードは、ドア破壊の際に錠前に銃口を押し付けた状態で発砲したときに、発射ガスを逃がしながら対象との距離を保つことで銃身を保護する役割がある。また、マズルガードは伸縮が可能になっており、使わないときには右回りにひねってロックを解除してから収納することで、全体の短縮化が可能である。
アメリカ陸軍はM26 MASSを35,000セット調達することを計画している。